# لمين الدغري
لمين الدغري ولد في 25 مايو 1961 في تونس العاصمة، هو سياسي تونسي.

## السيرة الذاتية
عين في 24 ديسمبر 2011 في منصب كاتب دولة لدى وزير التنمية الجهوية والتخطيط في حكومة حمادي الجبالي، ولكنه غادر منصبه في أبريل 2012 بعد خلافات مع الوزير جمال الدين الغربي. عاد إثر المغادرة إلى منصبه في مؤسسة مالية دولية مقرها جدة.
عين في 13 مارس 2013 في منصب وزير التنمية والتعاون الدولي في حكومة علي العريض، وبقي على رأس الوزارة حتى 29 يناير 2014.

## الحياة الخاصة
لمين الدغري متزوج وأب لطفلين.